# Elizabeth Jimie
Elizabeth Jimie (* 28. Juni 1992 in Kuching) ist eine malaysische Wasserspringerin, die im Kunstspringen vom 1-m- und 3-m-Brett und im 3-m-Synchronspringen antritt und für den Verein Malaysian Tigers startet.
Jimie gewann bei der Juniorenweltmeisterschaft 2006 in Kuala Lumpur vom 1-m-Brett die Goldmedaille. Im gleichen Jahr schaffte sie, erst 14 Jahre alt, auch im Erwachsenenbereich den Durchbruch. Bei den Asienspielen in Doha gewann sie im Einzel vom 1-m-Brett und mit Mun Yee Leong im 3-m-Synchronspringen jeweils die Bronzemedaille. Sie bestritt 2007 in Melbourne ihre erste Weltmeisterschaft. Während sie in beiden Einzelwettbewerben im Vorkampf ausschied, erreichte sie mit Leong im Synchronwettbewerb das Finale, wo sie Zwölfte wurden. Bei den Olympischen Spielen 2008 in Peking startete Jimie im Einzel vom 3-m-Brett, verpasste als 21. des Vorkampfs jedoch den Einzug ins Halbfinale. Seit den Spielen startete Jimie nicht mehr bei internationalen Meisterschaften, nahm aber an Wettbewerben im Rahmen des FINA-Diving-Grand Prix teil.